# La Chapelle-Fortin
La Chapelle-Fortin település Franciaországban, Eure-et-Loir megyében. Lakosainak száma 169 fő (2022. január 1.). La Chapelle-Fortin Charencey községgel határos.

## Népesség
A település népességének változása:
| Lakosok száma | 206  | 163  | 139  | 168  | 188  | 188  | 189  | 176  | 169  | 169  |
|               | 1968 | 1982 | 1990 | 2006 | 2013 | 2015 | 2017 | 2019 | 2020 | 2022 |